# Campylobactériose
 Mise en garde médicale
Les Campylobacter sont des bactéries de type gram négatif (mode de coloration utilisée pour mettre en évidence les différentes variétés de bactéries responsables) dont la distribution à travers la planète est importante. Il s'agit d'une bactérie apparaissant sous la forme d'une virule particulièrement mobile et pathogène pour le bétail, c'est-à-dire entraînant l'apparition de maladies et en particulier des avortements chez les espèces bovines. Cette bactérie est transmise à l'homme par voie orofécale (via le tube digestif), en particulier par le lait qui n'est pas pasteurisé, l'eau contaminée et les viandes qui ne sont pas suffisamment cuites.
Selon l'AESA, « avec 214 779 cas, la campylobactériose reste la maladie d'origine alimentaire la plus fréquemment signalée dans l'UE. Dans les aliments, l'agent qui est à l’origine de cette maladie, Campylobacter, se trouve principalement dans la viande de poulet. »